# Teplice nad Metují
Teplice nad Metují là một thị trấn thuộc huyện Náchod, vùng Královéhradecký, Cộng hòa Séc.